# .blog
.blogは、ブログでの使用を目的としたジェネリックトップレベルドメイン(gTLD)である。.blogドメインは、WordPress.comを運営しているAutomatticによって運営されている。
2013年後半、提案中のgTLDの一部について企業が内部的に使用している可能性があるという「名前の衝突」に対する懸念により、ICANNは.blogほか25の提案中のgTLDについての進行を一時中断した。.blogドメインは2016年5月12日に利用可能になった。
全世界の人が、.blogドメインを取得可能である。2016年11月21日15:00(UTC)より、get.blogにログインして、.blogドメインを取得できるようになった。ただし、商標名に関してはいくつかの制限がある。